# Псалом 150
Псалом 150 — 150 та останній псалом із Книги псалмів. Латинською мовою псалом відомий своїм інципітом «Laudate Dominum in sanctis eius». Псалмоспівець закликає громаду прославляти Бога музикою та танцями, називаючи дев'ять видів музичних інструментів. З цієї причини псалом 150 називають також «псаломом музикантів».
Псалом 150 — псалом-гімн, є регулярною частиною єврейських, католицьких, англіканських та протестантських літургій. Так як він є хвалебним псалмом, він був також частиною «Laudes» — католицького ранішнього Богослужіння. Псалом був парафразований у гімни та часто покладений на музику. Протягом багатьох століть композитори писали твори багатьма мовами, наприклад, «Псалом 150» Антона Брукнера (1982), третя частина «Симфонії псалмів» Ігора Стравінського латиною, третя частина «Tehillim» у творі «Gloria» Карла Дженкінса гебрейською мовою (2010).

## Текст
| Вірш | Гебрейська мова                          | Давньогрецька мова (Септуаґінта)                                                              | Латинська мова (Вульгата)                                                          | Українська мова (Переклад Хоменка)                                           |
| ---- | ---------------------------------------- | --------------------------------------------------------------------------------------------- | ---------------------------------------------------------------------------------- | ---------------------------------------------------------------------------- |
| 1    | הַלְלוּ-יָהּ:הַלְלוּ-אֵל בְּקָדְשׁוֹ; הַלְלוּהוּ, בִּרְקִיעַ עֻזּוֹ | Αλληλουια. Αἰνεῖτε τὸν θεὸν ἐν τοῖς ἁγίοις αὐτοῦ, αἰνεῖτε αὐτὸν ἐν στερεώματι δυνάμεως αὐτοῦ· | Alleluia laudate Dominum in sanctis eius laudate eum in firmamento virtutis eius   | Алилуя. Хваліте Господа в його святині. Хваліте його в його могутній тверді. |
| 2    | הַלְלוּהוּ בִגְבוּרֹתָיו; הַלְלוּהוּ, כְּרֹב גֻּדְלוֹ        | αἰνεῖτε αὐτὸν ἐπὶ ταῖς δυναστείαις αὐτοῦ, αἰνεῖτε αὐτὸν κατὰ τὸ πλῆθος τῆς μεγαλωσύνης αὐτοῦ. | Laudate eum in virtutibus eius laudate eum secundum multitudinem magnitudinis eius | Хваліте його за його подвиги великі. Хваліте його в його величі безмежній.   |
| 3    | הַלְלוּהוּ, בְּתֵקַע שׁוֹפָר; הַלְלוּהוּ, בְּנֵבֶל וְכִנּוֹר    | αἰνεῖτε αὐτὸν ἐν ἤχῳ σάλπιγγος, αἰνεῖτε αὐτὸν ἐν ψαλτηρίῳ καὶ κιθάρᾳ·                         | Laudate eum in sono tubae laudate eum in psalterio et cithara                      | Хваліте його звуком рогу, хваліте його на гарфі й на гуслах.                 |
| 4    | הַלְלוּהוּ, בְּתֹף וּמָחוֹל; הַלְלוּהוּ, בְּמִנִּים וְעֻגָב    | αἰνεῖτε αὐτὸν ἐν τυμπάνῳ καὶ χορῷ, αἰνεῖτε αὐτὸν ἐν χορδαῖς καὶ ὀργάνῳ·                       | Laudate eum in tympano et choro laudate eum in cordis et organo                    | Хваліте його на бубні й танком. Хваліте його на струнах і сопілці,           |
| 5    | הַלְלוּהוּ בְצִלְצְלֵי-שָׁמַע; הַלְלוּהוּ, בְּצִלְצְלֵי תְרוּעָה  | αἰνεῖτε αὐτὸν ἐν κυμβάλοις εὐήχοις, αἰνεῖτε αὐτὸν ἐν κυμβάλοις ἀλαλαγμοῦ.                     | Laudate eum in cymbalis bene sonantibus laudate eum in cymbalis iubilationis       | хваліте його на дзвінких цимбалах, хваліте його на гучних цимбалах.          |
| 6    | כֹּל הַנְּשָׁמָה, תְּהַלֵּל יָהּ: הַלְלוּ-יָהּ               | πᾶσα πνοὴ αἰνεσάτω τὸν κύριον.αλληλουια.                                                      | Omnis spiritus laudet Dominum                                                      | Нехай хвалить Господа все, що живе!                                          |

## Літургійне використання

### Юдаїзм
Псалом 150 є п'ятим з п'яти послідовних псалмів (Псалми 146, 147, 148, 149 та 150), які складають основну частину «Хвалебних віршів» під час ранкових молитов. Коли псалом зачитується під час ранкової молитви, 6-й вірш повторюється, що вказує на завершення основної частини «Хвалебних віршів». Повторення останнього вірша, який також завершує Книгу псалмів, відображає повторення останнього вірша Тори під час читання у синагозі.
Цілий псалом читається під час Рош га-Шана та Благословення місяця. 3-й вірш вклаючений у піют, який читається хазаном у перший день Рош га-Шана, коли цей день збігається з шабатом.

### Католицька церква
Псалом 150 є одним із хвалебних псалмів, разом з псалмом 148 («Laudate Dominum») та псалмом 149 («Cantate Domino»). Всі три псалми традиційно співають згідно з порядковим номером під час «Laudes» — ранкової служби із канонічних годин.

## Використання у музиці

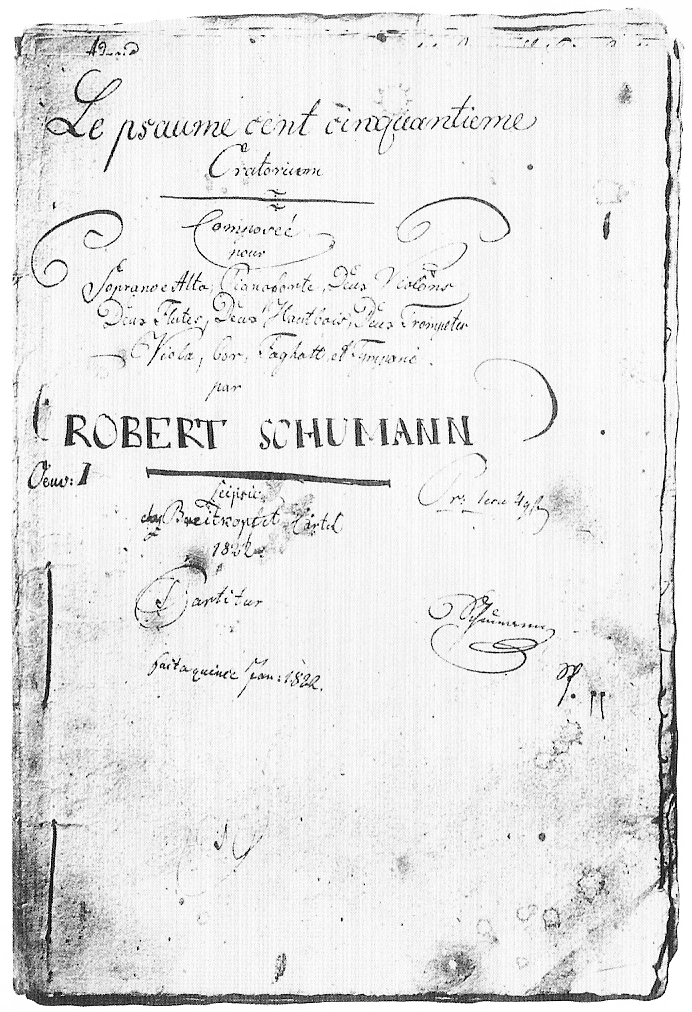
Титульна сторінка до твору Роберта Шумана «Псалом 150», 1822

Оскільки псалом робить наголос на музичних інструментах, його називають «псалом музикантів», а також «хвалою, яку не можна описати словами». Цей псалом надихнув багатьох композиторів до написання музичних творів: від парафразування гімнів до використання у розширених симфонічних творах:
- Ернані Аґуар — «Salmo 150»[12]
- Йоганн Себастьян Бах — мотет, нім. «Singet dem Herrn ein neues Lied», вірші 2 і 6[13]
- Роберт Шуман — «Псалом 150 для хору та оркестру» = RSW:Anh:I10.[14] (згідно нотаток автора: «найстаріша повністю завершена робота»[15])
- Антон Брукнер — «Псалом 150», WAB 38, для змішаного хору, соло сопрано та оркестру (1892)[16]
- Фелікс Мендельсон — Симфонія № 2, Op. 52 , відома яа «Гімн слави»[17]
- Чарльз Айвз — «Псалом 150»[18]
- Сезар Франк — «Псалом 150»[19]
- Золтан Кодай — «Женевський псалом 150»[20]
- Луї Левандовський — «Алилуя» (Псалом 150)[21]
- Едмунд Руббра — «Три псалми», Op. 61 (№ 3)[22]
- Чарльз Вільєрс Стенфорд — «Псалом 150: Хваліте Господа в його святині»[23]
- Ігор Стравінський — «Симфонія псалмів» для хору і оркестру (1930), третя частина[24]
- Дюк Еллінгтон — «Хваліте Господа і танцюйте» у «Другому духовному концерті»[25]
- Бенджамін Бріттен — «Псалом 150», Op. 67 (1962) для двох дитячих голосів та інстументів (для високих голосів)[26]
- Джіммі Вебб — «Псалом один-п'ять-нуль» з альбому «Слова і музика»
- P.O.D. — «Псалом 150» з альбому «The Fundamental Elements of Southtown»[27]
- Джеймс Мосс — «Псалом 150» з альбому «The J Moss Project»[28]
- Роналд Корп — «Псалом 150, Хваліте Господа в його святині» (2007).[29] Він також поклав на музику латинську версію цього псалому «Laudate Dominum».[30]
- Карл Дженкінс — «III – Псалом: Tehillim – Псалом 150» у творі «Gloria», третя частина (2010).[31]